# Barzan
För andra betydelser, se Barzan (olika betydelser).
Barzan är en kommun i departementet Charente-Maritime i regionen Nouvelle-Aquitaine i västra Frankrike. Kommunen ligger  i kantonen Cozes som ligger i arrondissementet Saintes. År 2022 hade Barzan 470 invånare.

## Befolkningsutveckling
Antalet invånare i kommunen Barzan
Referens:INSEE